# Accise
Accise var i middelalderen og senere en afgift ("cise") og senere tillægsafgift ("accise") fortrinsvis på levnedsmidler som øl og vin, men omfattede senere også andre varer. Efterhånden blev afgiften mere og mere udbredt i Tyskland, Holland og navnlig i England (som excise duties), hvor de blev vigtige statsindtægter.

## Danmark
Danmark indførte denne afgiftstype i middelalderens slutning. I den ældre fiskale lovgivning sammenblandes accise jævnligt med toldafgiften på udenlandske varer. De væsentligst beskattede genstande var vine og især tysk øl fra Rostock, Wismar, Lübeck og Hamborg samt pryssing og momme, der var meget populære i 1400- og 1500-tallet. Denne afgift nævnes første gang i Københavns stadsret fra 1443 i forbindelse med udtapning af vin.
Allerede i 1466 havde Christian I til hansestædernes forbitrelse lagt en "cise" på 4 skilling (ca. 25 % af prisen) på hver tønde tysk øl, og i hans handelsforordning af 1475 sattes afgiften til en lod sølv per læst eller 1¼ skilling per tønde, men ophæves igen to år senere. Accise ses at være blevet opkrævet i Falsterbo i 1494, i Aarhus 1490-1506, i Nykøbing Falster len 1509-10 og i Aalborg 1517-18. Under Christian II blev afgiften opkrævet ikke kun af tysk øl men tillige af dansk øl og af vin. Kongen havde "sisemestre" og et "sisehus" i København. Både under kong Hans og under Christian II fik købsæderne en del af indtægten fra accisen.
Afgiften var ved begyndelsen af 1500-tallet fire hvid per tønde, men forhøjedes under Christian 3. til otte skilling. Under Den Nordiske Syvårskrig blev afgiften yderligere forhøjet.
Som regel indgik afgifterne i kongens kasse, men undtagelsesvis blev accise overdraget til enkelte købstæder som København og Halmstad i 1551, Varberg i 1552 og Malmø i 1589 for at byerne selv kunne sørge betale for deres befæstning og sikkerhed. Afgifterne opkrævedes af en cisemester, der bortset fra i Helsingør oftest også opkrævede told. Også under Christian 4. lagdes der gentagne gange accise på vin og øl.
Fri for accise var adelen, højgejstligheden, kirken (i middelalderen) og senere universitetet. Adelen, i den katolske tid kirken samt oprindelig alle, der kun bryggede og brændte til eget brug. Da maltafgiften kom frem, fik kongen med held trods hovedreglen denne afgift også af bønder og borgere. Imidlertid var der risiko for misbrug af denne skattefrihed: når adelige købte hos købmænd, udstedte han til sælger et bevis for salg til skattefri, som købmanden ved næste Indførsel brugte som betalingsmiddel, men adelen kunne være fristet til at købe til andre
end til sig selv, og kongen klagede: "Ingen Adelig maa understaa sig til at udgive Cicesedler paa mere end deres eget Behov, efterdi Vi have erfaret det store Misbrug, vore Undersaatter af Adel vover at udgiveCicesedler paa adskillige mange Læster tysk Øl og dog befindes, at de ville den mindste Part bruge til eget Husets Behov".
For at sikre, at afgiften blev opkrævet, fik købstæderne andel i pengene: i 1578 fremsætter kongen en udtalelse om "hvad de skal nøjes med at opkræve", og hver købstad fik sin egen "cisemester".
Finansnøden under Frederik III og forståelsen af, at landskatterne var en for stor byrde på de arme bønder fik Kongen til at forhøje tolden og accisen. I 1657 indførtes stempelskatt og portkonsumption mod borgerskabets protest, da skatterne stred mod deres privilegier. I 1660 fremlagde regeringen et uspecificeret forslag om accise. Adelen var villig til at bevilge en rigelig accise på kød, malt, formalet korn, vin og sko samt en afgift af kvæg, der græssede, en "copulationsskat" (bryllupsskat) og en stempelafgift, men nægtede for sit eget vedkommende at opgive sin cisefrihed for sig selv og sine ugedagsbønder; den tilbød i stedet for en betaling en gang for alle; også universitetet fastholdt sin skattefrihed. Men nu enedes byernes og kirkens repræsentanter om at deponere deres skattefrihed, adelen anede uråd og foreslog midlertidig at ville opgive deres cisefrihed blandt andet på øl og vin, men ikke på mel, malt og kvæg; den stillede samtidig fornuftige krav om udgifternes indskrænkning og hærens reduktion men endte med for sent at give efter: den 26. september vedtoges konsumptionsforordningen. Byerne fik i opkrævning 10 % af tolden og skattekoblet bestod af en kopulationsafgift, en afgift på vognmænd, en stempelafgift på sko, græsningspenge, slagtningspenge, formalingsafgift og næringsafgift på udskænkning og tapning samt endelig for et år en Portkonsumption.
Stempelafgiften af 1657 blev ikke fornyet, da Københavns magistrat nægtede at registrere den.
I København blev der ifølge privilegierne af 1661 pålagt en tillægsafgift af ind- og udgående skibe samt varer. De nærmere bestemmelser om fordelingen af denne acciseafgift mellem magistraten, havnen, staden og fattigvæsenet blev truffet ved forskellige reskripter og forordninger i 1600- og 1700-tallet. Denne ordning opretholdtes ved toldrullerne af 1762 og 1768. Magistratens andel tilfaldt fra 1771 i stedet statskassen.
Efter toldforordningen 1. februar 1797 tilfaldt accisen og de øvrige told- og konsumtionsafgifter statskassen. Den bevarede kommunale accise, som til 1. april 1864 blev delt mellem staden og havnevæsenet, tilfaldt herefter havnevæsenet. Efter lov af 31. marts 1864 skulle afgiften kun have været erlagt endnu i 10 år, men ved lov af 31. marts 1874 forlængedes fristen i yderligere fem år, og endelig blev det fastsat ved lov af 29. marts 1879, at den accise, som tilfaldt Københavns Havn, kunne opkræves indtil 31. marts 1882.
For de danske og norske købstæders vedkommende blev accisen efter 1660 ved forskellige kongelige bevillinger og reskripter henlagt til købstæderne, og denne ordning fastholdtes i de senere toldforordninger. Således var accise efter Christian 5.'s toldrulle af 1691 en kommunal afgift, der tilfaldt søkøbstæderne i Danmark og Norge. Den skulle anvendes til betaling magistraternes lønninger, til dækning af udgifterne ved fattigvæsenet samt vedligeholdelse af havne og broer. Afgiften blev lagt på de allerede toldpligtige varer, som blev sejlet mellem de to lande. Mere vidtgående bestemmelser om accise blev givet ved toldrullerne af 1762 og 1768, der fastsatte accise til ½ % for alle "ubenævnte" varer.
Fra 1793 blev accise uden for København opkrævet af kongen gennem toldvæsenet. Indtægten blev herefter fordelt til de enkelte købstæder. Disse godtgørelser afløstes senere mod særlige vederlag til byerne (en tidlig form for bloktilskud).